# Quam amabilis Deo
Quam amabilis Deo е була на римския папа Инокентий II, издадено на 20 февруари 1131 г. в Шалон ан Шампан, с която се призовават духовни и светски лица да окажат финансова подкрепа и да постъпят на служба в ордена на хоспиталиерите.
В документа се изтъква ролята на ордена, която той има в подкрепа и защита на бедните поклонници, посещаващи Светия град Йерусалим и Гроба господен, които се сблъскват с различни опасности по време на пътуването си по суша и море. На болните и изтощените болницата на ордена предлага възможност да възстановят силите си за да имат възможност да посетят светите места.
Папата подчертава, че братята от този орден винаги са готови да рискуват живота си за своите братя – поклонници, като са се задължили да защитават поклонниците от нападения на неверниците. Хоспиталиерите са хора, които Бог използва, за да очисти Източната църква от мръсотията на неверниците и да се бори с врагове на християнското име.
Поради това, че собствените средства на ордена не са достатъчни за изпълнение на задачите му, папата апелира към милосърдие и благотворителност в полза на ордена, и призовава миряните да се присъединят към братството, което води в същото време и до опрощаване на греховете. Посочва също, че ако някои духовници искат да постъпят на служба при братята-хоспиталиери,
с разрешение на своя духовен началник, по своя воля и доброволно, за период от една или две години, то те не трябва да
бъдат възпрепятствани да направят това и през този период не трябва да губят своите места и доходи.